# Ova Chamuera
Die Ova Chamuera ist ein etwa 15 Kilometer langer Bach im Oberengadin im Schweizer Kanton Graubünden, der bei La Punt Chamues-ch in den Inn mündet.

## Geographie

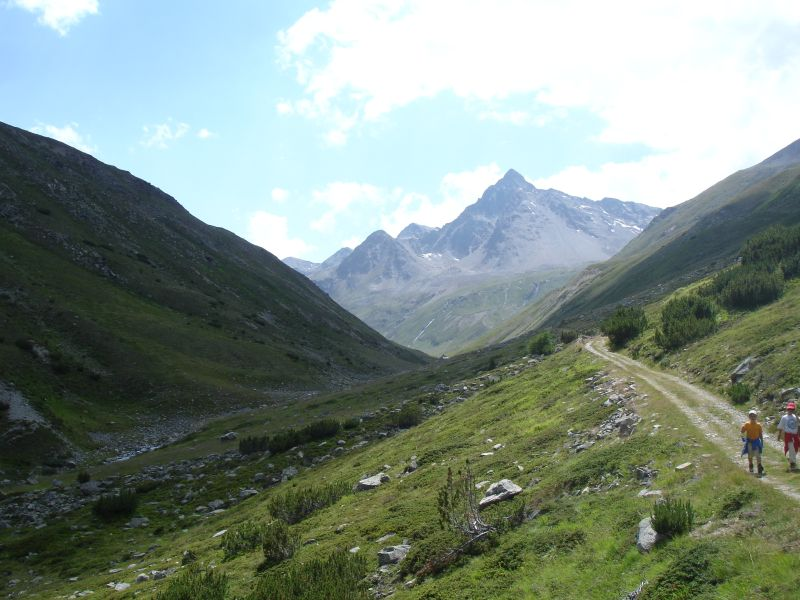
Bild des Val Prüna, einem Seitental

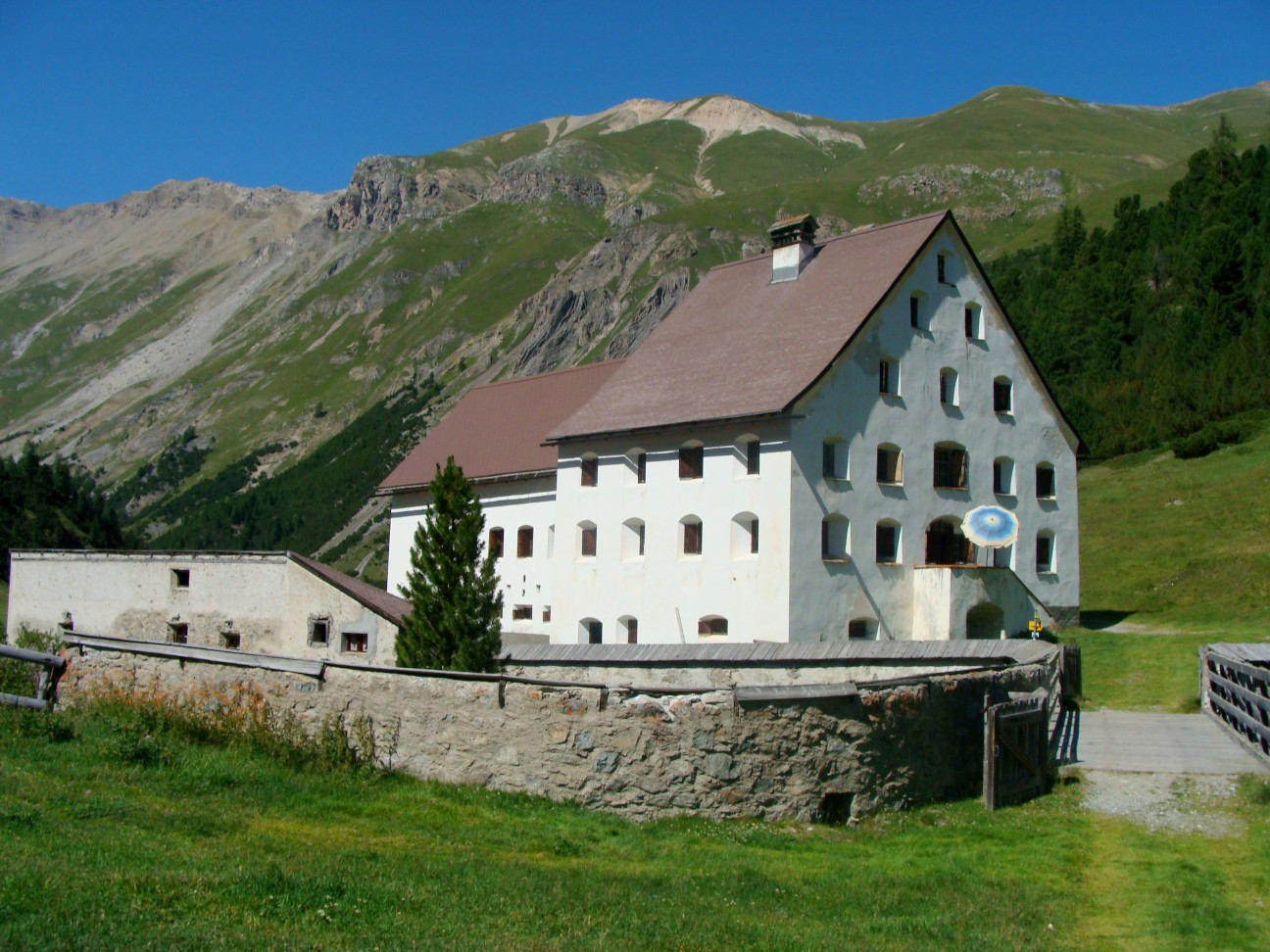
Alp Serlas

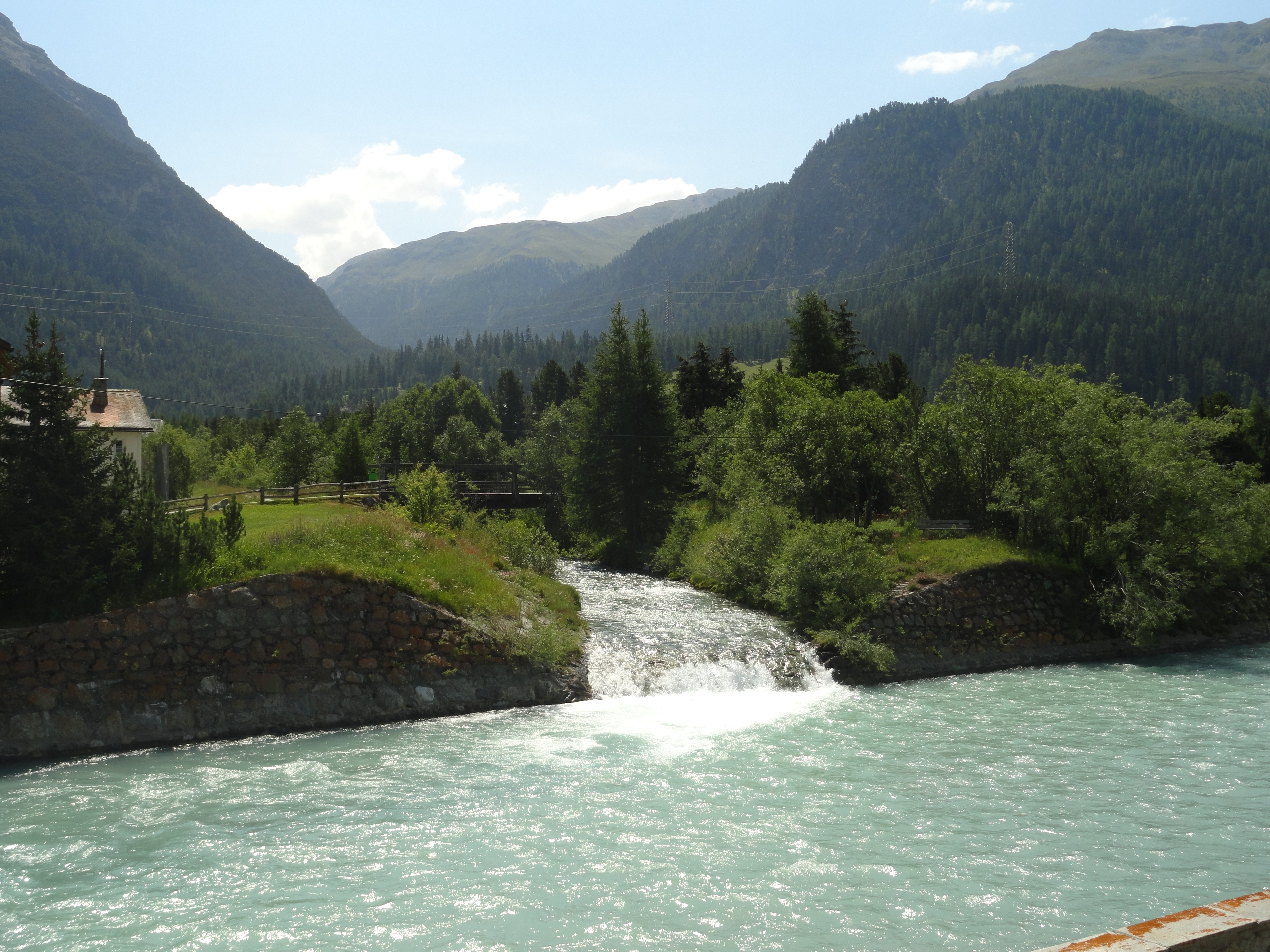
Mündung der Ova Chamuera

### Verlauf
Die Ova Chamuera entsteht auf etwa 2760 m ü. M. am Fusse der Monte Garone, der auf der Grenze zu Livigno in Italien liegt. Der Bach durchfliesst im Quellgebiet steiles Gelände, wobei ihm bereits einige kleinere Bäche zufliessen. Nach etwa 1,5 km ist er auf 2400 m ü. M. im Talboden des Val Chamuera angelangt. Von hier aus durchfliesst der Bach nordwärts sein Tal, wobei ihm von beiden Talseiten weiter kleinere Bäche zufliessen. Nach knapp 4 km erreicht er auf 2210 m ü. M. die Alp Prünella, wo ihm die Ova Prünella von links zufliesst. Etwa 2,5 km später mündet bei Champatsch auf 2030 m ü. M. von links die Ova Prüna aus dem gleichnamigen Tal. Nach etwas mehr als 8 km erreicht der Bach Serlas auf etwa 2000 m ü. M. Ein halber Kilometer danach mündet von rechts die Ova Lavirun und der Bach fliesst nun mehr in nordwestlicher Richtung. Als Nächstes mündet bei Stevel da la Bes-Cha auf 1920 m ü. M. von links die Ova Burdun. Nach etwa 11,5 km mündet wiederum von links die Ova da la Malat aus dem letzten grösseren Seitental. Der Bach fliesst nun weiter durch Büsch da Chevras bis er nach etwa 14 km den Ortsteil Chamues-ch im Tal des Inns erreicht. Kurz darauf ist das Bachbett stark kanalisiert. So fliesst der Bach nun den letzten Kilometer geradeaus zum Inn, wo er schliesslich von rechts mündet.

### Einzugsgebiet
Das Einzugsgebiet der Ova Chamuera hat eine Grösse von etwa 74 km². Der höchste Punkt im Einzugsgebiet befindet sich auf 3197 m ü. M. im Seitental der Ova Prüna.